# Pedro Fermín de Vargas
Pedro Fermín de Vargas, né le 3 juillet 1762 à Cepitá, mort après 1808 à une date et en lieu inconnus, est un naturaliste et économiste néo-grenadin de la fin du XVIIIème siècle. Avec son condisciple et ami Antonio Nariño, il promeut des idées libertaires et soutient l'indépendance de la Colombie. Il participe également à l'Expédition Botanique, en tant qu'auxiliaire du naturaliste José Celestino Mutis.

## Formation
Éduqué au Colegio Mayor de Nuestra Señora del Rosario de Santafé entre 1776 et 1780, il devint à partir de 1784 un disciple estimé du prêtre, botaniste, géographe, mathématicien et médecin espagnol, José Celestino Mutis dans sa seconde expédition botanique. Le soutien de ce mentor illustre lui permet d'obtenir successivement plusieurs postes de fonctionnaire à l’époque des vice-rois Manuel Antonio Flores, Antonio Caballero y Góngora et José de Ezpeleta. 

## De la fonction publique à l'errance révolutionnaire
Corregidor de Zipaquirá depuis 1789, il  abandonne sa position et ses biens pour suivre, en décembre 1791,  Bárbara Forero (es), femme activiste de l'indépendance colombienne et par ailleurs mariée.

Après avoir erré dans les Caraïbes, il s’installe un temps à Cuba, où il pratique avec succès la médecine. En 1797, il se rend en Espagne puis en France à la poursuite du maréchal Francisco de Miranda, qu’il rencontre finalement à Londres à la fin de 1799, comme il l’a rapporté dans son Journal le 17 novembre 1799. Les deux hommes se lient et s'associent dans des projets de conspirations indépendantistes. 

Puis Vargas se rend sur l’île de Trinidad, possession stratégique prise par les Anglais aux Espagnols en février 1797, pour se joindre à la tentative libertaire contre le Venezuela des chefs créoles Manuel Gual (es) et José María España (es), dont les projets révolutionnaires venaient d'être découverts à Caracas (13 juillet 1797). Une fois sur place, Vargas y diffuse les « Droits de l’Homme » et autres journaux révolutionnaires, et fait publicité des offres de la couronne britannique visant à favoriser l’autonomie des habitants. Mais Vargas en vient à se brouiller avec le gouverneur anglais, le général Thomas Picton, et, en octobre 1803, il retourne à Londres.

De même il finit par rompre avec Miranda après avoir adressé au ministre anglais William Pitt une recommandation que Miranda considère comme une trahison : Vargas y conseille d'initier l’effort libertaire au Mexique plutôt qu’au Venezuela et en Nouvelle-Grenade. Vargas ne semble pas avoir accompagné Miranda dans sa tentative infructueuse de septembre 1805. 

Il a utilisé le pseudonyme de « Fermín Sarmiento », selon El Precursor, à la page 268.

## Fin de sa vie inconnue
Sa trace ayant été perdue en 1808, sa date de décès est inconnue, mais il est présumé mort à Londres. Il est considéré, en Colombie, comme le précurseur en économie, ce qui lui vaut d'avoir un timbre de la valeur de 500 pesos à son effigie, édité en 1997 par l'Etat colombien dans la série "Personnalités" .

## Ouvrages
- (es) Pedro Fermín de Vargas, Pensamientos políticos y memorias sobre la población del nuevo reino de Granada : Copia hecha sobre los manuscritos originales de la Biblioteca nacional de Bogotá, Bogota, Impr. del Banco de la República, coll. « Archivo de la economía nacional », 1953, 162 p. (BNF 33860876)